# Rally de Ourense de 2023
El Rally de Ourense de 2023, oficialmente 56.º Rally de Ourense Recalvi, fue la quincuagésimo sexta edición y la cuarta cita de la temporada 2023 del Súper Campeonato de España de Rally. Fue también puntuable para la Peugeot Rally Cup, la Beca Júnior R2 y para el Trofeo Galicia Historic. Se celebró del 16 al 17 de junio y contó con un itinerario de doce tramos que sumaban un total de 163 km cronometrados.

## Itinerario
| Día   | Tramo     | Nombre                 | Distancia | Hora  | Ganador             | Tiempo  | Líder               |
| ----- | --------- | ---------------------- | --------- | ----- | ------------------- | ------- | ------------------- |
| Día 1 | Shakedown | Shakedown              | 4 km      | 09:15 | José Antonio Suárez | 2:35.20 | -                   |
| Día 1 | TC1       | Amoeiro                | 15,08 km  | 16:50 | José Antonio Suárez | 9:03.2  | José Antonio Suárez |
| Día 1 | TC2       | Irixo - Boborás        | 18,02 km  | 17:35 | José Antonio Suárez | 9:44.5  | José Antonio Suárez |
| Día 1 | TC3       | Amoeiro                | 15,08 km  | 20:05 | José Antonio Suárez | 9:05.8  | José Antonio Suárez |
| Día 1 | TC4       | Irixo - Boborás        | 18,02 km  | 20:50 | Diego Ruiloba       | 9:41.7  | José Antonio Suárez |
| Día 1 | TC5       | Concello de Ourense    | 1,82 km   | 22:30 | Iván Ares           | 1:28.7  | José Antonio Suárez |
| Día 1 | TC6       | Concello de Ourense    | 1,82 km   | 22:37 | Surhayen Pernía     | 1:26.0  | José Antonio Suárez |
| Día 2 | TC7       | Barbadás               | 10,14 km  | 10:30 | José Antonio Suárez | 6:05.9  | José Antonio Suárez |
| Día 2 | TC8       | A Merca - Celanova     | 13,24 km  | 11:10 | José Antonio Suárez | 7:35.2  | José Antonio Suárez |
| Día 2 | TC9       | Cartelle - Toén        | 23,5 km   | 12:10 | José Antonio Suárez | 13:52.0 | José Antonio Suárez |
| Día 2 | TC10      | Barbadás (Power Stage) | 10,14 km  | 14:50 | Jan Solans          | 6:08.7  | José Antonio Suárez |
| Día 2 | TC11      | A Merca - Celanova     | 13,24 km  | 15:30 | José Antonio Suárez | 7:42.9  | José Antonio Suárez |
| Día 2 | TC12      | Cartelle - Toén        | 23,5 km   | 17:00 | Diego Ruiloba       | 14:07.4 | José Antonio Suárez |

## Clasificación final
| Pos. | Piloto              | Copiloto               | Automóvil              | Tiempo    | Diferencia |
| ---- | ------------------- | ---------------------- | ---------------------- | --------- | ---------- |
| 1.   | José Antonio Suárez | Alberto Iglesias Pin   | Škoda Fabia RS Rally2  | 1:36:23.4 | 0.0        |
| 2.   | Iván Ares           | José Pintor Bouzas     | Hyundai i20 N Rally2   | 1:37:35.9 | +1:13.1    |
| 3.   | Diego Ruiloba       | Ángel Luis Vela        | Citroën C3 Rally2      | 1:37:50.9 | +1:28.1    |
| 4.   | Javier Pardo        | Adrián Pérez           | Hyundai i20 N Rally2   | 1:38:14.8 | +1:52.0    |
| 5.   | Jan Solans          | Rodrigo Sanjuan        | Hyundai i20 N Rally2   | 1:38:37.2 | +2:14.4    |
| 6.   | Surhayen Pernía     | Alba Sánchez           | Hyundai i20 N Rally2   | 1:39:29.9 | +3:07.1    |
| 7.   | José Luis Peláez    | Alberto Chamorro       | Škoda Fabia Rally2 evo | 1:40:24.8 | +4:02.0    |
| 8.   | Óscar Palomo        | Marcelo Der Ohannesian | Hyundai i20 N Rally2   | 1:40:57.1 | +4:34.3    |
| 9.   | Pedro Antunes       | Víctor Hugo            | Peugeot 208 Rally4     | 1:46:01.6 | +9:48.8    |
| 10.  | Pablo Díez          | Andrés Blanco          | Škoda Fabia R5         | 1:46:30.0 | +10:17.2   |